# Список послов СССР и России на Фиджи
В статье представлен список послов СССР и России на Фиджи.
- 30 января 1974 г. — установление дипломатических отношений на уровне посольств. Со стороны СССР и России осуществляются через посольство в Австралии.

## Список послов
| Срок полномочий                   | Посол                         | Годы жизни | Вручение верительных грамот | Комментарии         |
| --------------------------------- | ----------------------------- | ---------- | --------------------------- | ------------------- |
| СССР                              |                               |            |                             |                     |
| 15 мая 1974 — 12 мая 1975         | Дмитрий Петрович Мусин        | 1920—2002  | 10 июня 1974                | По совместительству |
| 12 мая 1975 — 14 июня 1980        | Александр Васильевич Басов    | 1912—1988  | 7 июля 1975                 | По совместительству |
| 14 июня 1980 — 18 ноября 1983     | Николай Георгиевич Судариков  | 1913—2000  | 14 августа 1980             | По совместительству |
| 18 ноября 1983 — 28 августа 1990  | Евгений Матвеевич Самотейкин  | 1928—2014  | 11 апреля 1983              | По совместительству |
| 13 декабря 1990 — 25 декабря 1991 | Вячеслав Иванович Долгов      | 1937—      |                             | По совместительству |
| Российская Федерация              |                               |            |                             |                     |
| 25 декабря 1991 — 11 ноября 1993  | Вячеслав Иванович Долгов      | 1937—      |                             | По совместительству |
| 11 ноября 1993 — 6 сентября 1997  | Александр Прохорович Лосюков  | 1943—      |                             | По совместительству |
| 31 августа 1998 — 20 июля 2001    | Рашит Луфтулович Хамидулин    | 1936—2013  |                             | По совместительству |
| 15 августа 2001 — 10 ноября 2005  | Леонид Петрович Моисеев       | 1948—      |                             | По совместительству |
| 10 ноября 2005 — 29 июня 2010     | Александр Викторович Блохин   | 1951—      |                             | По совместительству |
| 29 июня 2010 — 28 июля 2016       | Владимир Николаевич Морозов   | 1949—      |                             | По совместительству |
| 3 октября 2016 — 3 апреля 2019    | Григорий Семёнович Логвинов   | 1956—      | 25 июля 2017                | По совместительству |
| 11 апреля 2019 — 18 апреля 2025   | Алексей Викторович Павловский | 1962—      | 22 августа 2019             | По совместительству |